# الهروب من كوكب القرود
الهروب من كوكب القرود (بالإنجليزية: Escape from the Planet of the Apes)‏ هو فيلم خيال علمي أمريكي كن إخراج دون تايلور وبطولة رودي ماكدويل، كيم هنتر، برادفورد ديلمان وريكاردو مونتلبان. صدر الفيلم في 21 مايو 1971.

## وصلات خارجية
- الهروب من كوكب القرود على موقع IMDb (الإنجليزية)
- الهروب من كوكب القرود على موقع ميتاكريتيك (الإنجليزية)
- الهروب من كوكب القرود على موقع روتن توميتوز (الإنجليزية)
- الهروب من كوكب القرود على موقع نتفليكس (الإنجليزية)
- الهروب من كوكب القرود على موقع قاعدة بيانات الأفلام العربية
- الهروب من كوكب القرود على موقع ألو سيني (الفرنسية)
- الهروب من كوكب القرود على موقع Turner Classic Movies (الإنجليزية)
- الهروب من كوكب القرود على موقع أول موفي (الإنجليزية)
- الهروب من كوكب القرود على موقع بوكس أوفيس موجو (الإنجليزية)
- الهروب من كوكب القرود على موقع فيلمافينيتي (الإسبانية)